# Rainbow Warrior (1955)
(leggenda degli indiani nordamericani Kwakiutl)
La Rainbow Warrior (in italiano guerriero dell'arcobaleno) è stata la nave ammiraglia della flotta di Greenpeace.

## Affondamento
L'evento più noto associato ad essa è il suo affondamento, il 10 luglio 1985, nel porto di Auckland, in Nuova Zelanda, da parte della DGSE, il servizio segreto francese responsabile delle operazioni all'estero. Nell'affondamento annega il fotografo Fernando Pereira.

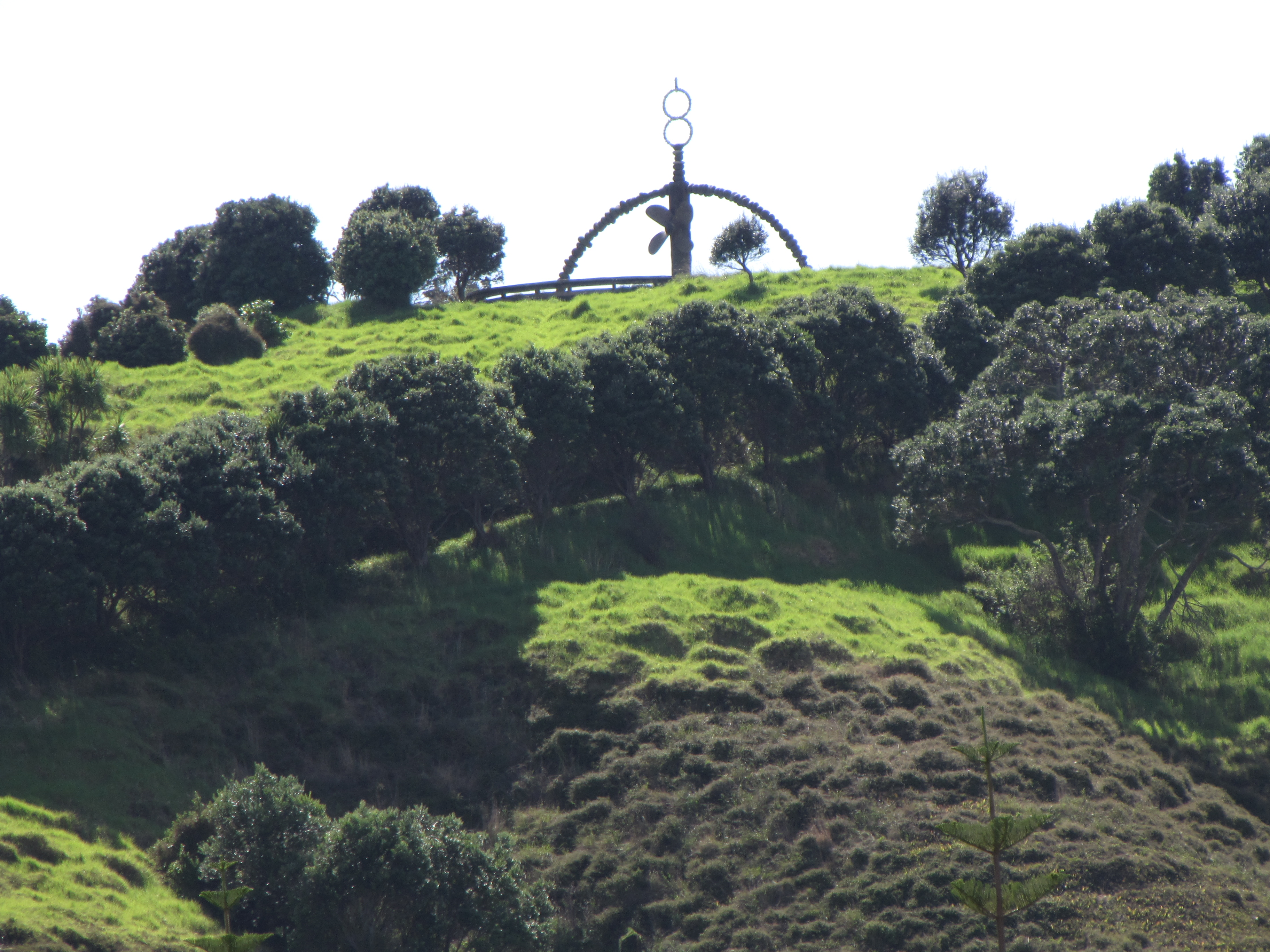
Memorial alla Rainbow Warrior a Mataury Bay.

Durante l'episodio, che doveva essere solo intimidatorio ed impedire alla nave di partecipare alle azioni di disturbo contro i test nucleari francesi nell'atollo polinesiano di Moruroa, la nave venne minata con due cariche esplosive collocate all'esterno dello scafo. L'attentato, oltre a conseguire l'obiettivo primario di affondare la nave nei bassi fondali del porto, causò la morte per annegamento del fotografo olandese di origine portoghese Fernando Pereira, attivista del movimento, che dopo la prima esplosione era tornato sottocoperta per recuperare la sua attrezzatura fotografica.

## Diritto internazionale
Il caso ha assunto un notevole rilievo per il diritto internazionale: la sentenza emessa dal Tribunale Arbitrale istituito da Francia e Nuova Zelanda ha infatti chiarito la portata di numerosi istituti.
Quanto alla forza maggiore, invocata dalla Francia per giustificare il rimpatrio del maggiore Mafart, il Tribunale ha precisato che le condizioni di salute dell'individuo non possono essere ricondotte all'ambito di operatività di questa causa di esclusione dell'illecito: essa deve essere una forza irresistibile o un evento imprevisto che impediscano materialmente l'adempimento dell'obbligo. La fattispecie è stata invece ricondotta all'estremo pericolo, che consente di commettere un illecito al fine di salvare la vita propria o di persone soggette alle proprie cure. In questo caso si è ritenuta opportuna l'estensione alla protezione dell'integrità fisica del soggetto.
Pur avendo ammesso che gli agenti segreti operavano per conto della Repubblica, la Francia non ha mai invocato l'immunità funzionale per gli stessi.

## Successore
Grazie anche al denaro ricevuto in indennità dalla Francia al termine del processo per i fatti avvenuti ad Auckland fu possibile acquistare nel 1989 una nuova nave chiamata Rainbow Warrior II che fu risistemata con l'obiettivo di minimizzare il suo impatto ambientale: un veliero a tre alberi e motore diesel da 555 tonnellate a scafo metallico costruito in Gran Bretagna.
La nuova imbarcazione fu presente al Summit della Terra a Rio de Janeiro nel 1992, nel 1993 sostituì la Sirius nella campagna per la difesa del Mediterraneo. Nel 1995 è di nuovo nell'Oceano Pacifico per manifestare contro i test nucleari della Francia a Moruroa dove è al centro delle attenzioni delle truppe francesi insieme alla nave MV Greenpeace. Nel 2001 è in Qatar per far pressioni al WTO affinché gli USA aderiscano al Protocollo di Kyoto.